# Озерне (Абзеліловський район)
Озе́рне (рос. Озёрное, башк. Озёрный) — присілок (колишнє селище) у складі Абзеліловського району Башкортостану, Росія. Входить до складу Краснобашкирської сільської ради.

## Історія
Присілок заснований у 30-х роках XX століття у зв'язку з організацією радгоспу «Червона Башкирія».
До 10 вересня 2010 року називався присілок Озерного відділення радгоспу (рос. Озёрного отделения совхоза).

## Географія
Село розташоване за 33 км на північний схід від районного центру і за 20 км на захід від залізничної станції Магнітогорськ (Челябінська область). Поблизу села розташовані гора Мулдактау та озеро Мулдаккуль.

## Населення
Населення — 595 осіб (2010).
| Рік  | Населення |
| 1939 | 112       |
| 1959 | 323       |
| 1989 | 419       |
| 2002 | 520       |
| 2010 | 595       |

Національний склад:
- башкири — 70%

## Інфраструктура
Населення переважно працює в СПК «Червона Башкирія». Є основна школа (філія середньої школи с. Михайловка), дитсадок, фельдшерсько-акушерський пункт, клуб.